# Unione Sportiva Cremonese 1951-1952
Questa pagina raccoglie le informazioni riguardanti l'Unione Sportiva Cremonese nelle competizioni ufficiali della stagione 1951-1952.

## Stagione
Arriva la seconda consecutiva retrocessione, così per la prima volta nella sua storia la Cremonese scende al quarto livello del calcio italiano. 

## Rosa
| N. |                   | Ruolo | Calciatore          |
| -- | ----------------- | ----- | ------------------- |
|    | Italia (bandiera) | D     | Alessandro Alquati  |
|    | Italia (bandiera) | D     | Giampiero Bodini    |
|    | Italia (bandiera) | A     | Bonezzi Neri        |
|    | Italia (bandiera) | C     | Ilvo Chittò         |
|    | Italia (bandiera) | A     | Edoardo Evangelista |
|    | Italia (bandiera) | P     | Mario Ghisolfi      |
|    | Italia (bandiera) | C     | Fausto Monteverdi   |
|    | Italia (bandiera) | D     | Luigi Pellini       |
|    | Italia (bandiera) | A     | Giovanni Persico    |

| N. |                   | Ruolo | Calciatore        |
| -- | ----------------- | ----- | ----------------- |
|    | Italia (bandiera) | C     | Danilo Ravani     |
|    | Italia (bandiera) | A     | Guerrino Rossi    |
|    | Italia (bandiera) | C     | Antonio Scotti    |
|    | Italia (bandiera) | A     | Seniga            |
|    | Italia (bandiera) | C     | Silvano Trevisani |
|    | Italia (bandiera) | C     | Umberto Villani   |
|    | Italia (bandiera) | A     | Teodoro Zanini    |
|    | Italia (bandiera) | D     | Achille Zeglioli  |

## Risultati

### Girone di andata
| Arbitro: | Franzoi (Venezia) |

|  |           |                              |
|  | Marcatori | 12’ Villani 27’ Bonezzi Neri |

| Cremona 16 settembre 1951 2ª giornata | Cremonese           | 0 – 0 | Forlì | Stadio Giovanni Zini\| Arbitro: \| Baldo (Alessandria) \| |
| Arbitro:                              | Baldo (Alessandria) |       |       |                                                           |

| Arbitro: | Franzi (Vercelli) |

|                        |           |  |
| Seratoni 65’ Costa 89’ | Marcatori |  |

| Arbitro: | Fortina (Novara) |

|            |           |  |
| Scotti 75’ | Marcatori |  |

| Arbitro: | Campanati (Milano) |

|                                        |           |                |
| Mosca 5’, 84’ Vismara 12’ Tosolini 43’ | Marcatori | 52’ Monteverdi |

| Cremona 14 ottobre 1951 6ª giornata | Cremonese                 | 0 – 0 | Parma | Stadio Giovanni Zini\| Arbitro: \| Ferrari Aggradi (Firenze) \| |
| Arbitro:                            | Ferrari Aggradi (Firenze) |       |       |                                                                 |

| Arbitro: | Ferrari (Milano) |

|                             |           |                 |
| Marchetti 4’ Camillotti 39’ | Marcatori | 66’ Evangelista |

| Arbitro: | Ronchi (Bologna) |

|                |           |              |
| Rossi 55’, 62’ | Marcatori | 65’ Covacich |

| Arbitro: | Pasini (Novara) |

|                                |           |          |
| Galimberti 25’, 38’ Arosio 28’ | Marcatori | 4’ Rossi |

| Arbitro: | Pacchioni (Varese) |

|            |           |  |
| Zanini 75’ | Marcatori |  |

| Arbitro: | Pirali (Gallarate) |

|            |           |             |
| Tiengo 48’ | Marcatori | 49’ Persico |

| Arbitro: | Bonfante (Chivasso) |

|                               |           |  |
| Ravani 82’ (rig.) Persico 83’ | Marcatori |  |

| Ravenna 16 dicembre 1951 13ª giornata | Ravenna           | 0 – 0 | Cremonese | Stadio Bruno Benelli\| Arbitro: \| Valentini (Siena) \| |
| Arbitro:                              | Valentini (Siena) |       |           |                                                         |

| Arbitro: | Bellè (Venezia) |

|                             |           |  |
| Persico 15’ Evangelista 44’ | Marcatori |  |

| Arbitro: | Tosi (Lodi) |

|                        |           |  |
| Da Prat 76’ Cester 87’ | Marcatori |  |

| Arbitro: | Banda (Treviso) |

|           |           |             |
| Rossi 37’ | Marcatori | 46’ Gorlani |

| Arbitro: | Brassi (Pavia) |

|          |           |                          |
| Mion 18’ | Marcatori | 10’ Rossi 35’ Monteverdi |

### Girone di ritorno
| Arbitro: | Puleo (Torino) |

|                                     |           |                   |
| Rossi 34’ Chittò 40’ Monteverdi 45’ | Marcatori | 60’ Siega 70’ Uxa |

| Arbitro: | Valentini (Siena) |

|            |           |                              |
| Canali 75’ | Marcatori | 55’ (aut.) Capra 70’ Villani |

| Arbitro: | Coppa (Como) |

|  |           |                                  |
|  | Marcatori | 21’ Seratoni 49’ (aut.) Zeglioli |

| Arbitro: | Cicardi (Lecco) |

|                       |           |                 |
| Abba 26’ Svanetti 58’ | Marcatori | 46’ Evangelista |

| Arbitro: | Canavesio (Torino) |

|  |           |                        |
|  | Marcatori | 34’ Verderi 36’ Pavesi |

| Arbitro: | Vilella (Trieste) |

|                        |           |  |
| Fabbri 9’ Bronzoni 40’ | Marcatori |  |

| Arbitro: | Gambarotta (Genova) |

|           |           |                                  |
| Rossi 70’ | Marcatori | 10’ Medeghini 16’, 41’ Marchetti |

| Arbitro: | Savi (Bergamo) |

|           |           |  |
| Ferro 78’ | Marcatori |  |

| Arbitro: | Scalise (Roma) |

|             |           |  |
| Zeglioli 7’ | Marcatori |  |

| Arbitro: | Zoli (Pordenone) |

|                                                 |           |  |
| Cerutti 80’ Nava 81’ Trabattoni 84’ Teruzzi 87’ | Marcatori |  |

| Arbitro: | Massobrio (Casale Monferrato) |

|  |           |           |
|  | Marcatori | 40’ Ardit |

| Arbitro: | Ronchi (Bologna) |

|  |           |                |
|  | Marcatori | 1’, 47’ Seniga |

| Arbitro: | Vada (Asti) |

|              |           |             |
| Zeglioli 43’ | Marcatori | 44’ Testoni |

| Arbitro: | Contro (Vicenza) |

|                                    |           |            |
| Genero 20’ Meroi 57’ Di Biagio 80’ | Marcatori | 52’ Seniga |

| Arbitro: | Matteucci (Roma) |

|                        |           |  |
| Persico 37’ Seniga 70’ | Marcatori |  |

| Arbitro: | Ruscone (Torino) |

|                         |           |                        |
| Gorlani 2’ Castelli 59’ | Marcatori | 11’ Persico 71’ Seniga |

| Arbitro: | Savi (Bergamo) |

|                |           |                      |
| Monteverdi 18’ | Marcatori | 8’ Saro 60’ Cadamuro |